# Scelorchilus
Scelorchilus – rodzaj ptaków z rodziny krytonosowatych (Rhinocryptidae).

## Występowanie
Rodzaj obejmuje gatunki występujące w Chile i zachodniej Argentynie.

## Morfologia
Długość ciała 18–19 cm, masa ciała 35–53 g.

## Systematyka

### Nazewnictwo
Nazwa rodzajowa jest połączeniem słów z języka greckiego: σκελος skelos – „noga” oraz ορχιλος orkhilos – „strzyżyk”.

### Podział systematyczny
Do rodzaju należą następujące gatunki:
- Scelorchilus albicollis (von Kittlitz, 1830) – krytonos białogardły
- Scelorchilus rubecula (von Kittlitz, 1830) – krytonos rudogardły